# Carex david-smithii
Carex david-smithii là một loài thực vật có hoa trong họ Cói. Loài này được Reznicek mô tả khoa học đầu tiên năm 1992.